# Star Wars: The Clone Wars - Duels au sabre laser
Vous lisez un « bon article » labellisé en 2021.
Star Wars: The Clone Wars - Duels au sabre laser est un jeu vidéo de combat développé par Krome Studios et édité par LucasArts, inspiré de la saga Star Wars, et plus particulièrement de la série d'animation Star Wars: The Clone Wars. La sortie du jeu, en novembre 2008 sur Wii, coïncide avec la diffusion de la première saison de Star Wars: The Clone Wars.
Le jeu met en scène plusieurs Jedi, padawans, chevaliers ou maîtres, engagés dans la guerre des clones, dont l'initiation a été narrée dans Star Wars, épisode II : L'Attaque des clones et dont le dénouement est raconté dans Star Wars, épisode III : La Revanche des Sith. Plus particulièrement, le joueur suit Anakin Skywalker, Obi-Wan Kenobi et Ahsoka Tano dans leur lutte contre la Confédération des systèmes indépendants, une armée de droïdes menée par le comte Dooku cherchant à renverser la République galactique.
Le jeu est développé par Krome Studios, un studio australien dont c'est la première collaboration avec LucasArts. Il est développé conjointement avec Star Wars: The Clone Wars - L'Alliance Jedi, un jeu vidéo centré autour des mêmes thématiques, et en parallèle de la série télévisée. Le jeu est développé dans l'objectif non pas d'être un simulateur de sabres laser, bien que ces derniers répondent aux mouvements de la Wiimote, mais de donner au joueur la possibilité de contrôler les personnages de la série et de revivre les duels emblématiques.
Star Wars: The Clone Wars - Duels au sabre laser reçoit un accueil mitigé lors de sa sortie par la presse spécialisée, qui critique notamment des contrôles manquant de précision, un faible nombre dans le choix des personnages, ainsi qu'une durée de vie très limitée, mais reçoit néanmoins une suite : Star Wars: The Clone Wars - Les Héros de la République.

## Trame

### Contexte et univers
L'univers de Star Wars se déroule dans une galaxie qui est le théâtre d'affrontements entre les Chevaliers Jedi et les Seigneurs noirs des Sith, personnes sensibles à la Force, un champ énergétique mystérieux leur procurant des pouvoirs psychiques. Les Jedi maîtrisent le Côté lumineux de la Force, pouvoir bénéfique et défensif, pour maintenir la paix dans la galaxie. Les Sith utilisent le Côté obscur, pouvoir nuisible et destructeur, pour leurs usages personnels et pour dominer la galaxie.
Pour amener la paix, une République galactique a été fondée avec pour capitale la planète Coruscant. Cependant, certains membres de la République pensent que celle-ci est corrompue. Souhaitant prendre le contrôle de la galaxie, ce groupe fait scission du Sénat Galactique et se fait désormais connaitre sous le nom de Confédération des systèmes indépendants, ou séparatistes. Pour parvenir à leur fin, ils dirigent une armée majoritairement composée de droïdes de combat. En réponse, la République se dote d'une armée de soldats clones, dirigée par les Jedi. Ces deux armées s'affrontent pour la première fois lors de la bataille de Géonosis en 22 av. BY,.
À la suite de cette bataille, une guerre intergalactique s'engage alors entre les séparatistes et la République, qui se batte respectivement pour la prise de pouvoir ou le maintien de la paix : la guerre des clones. Si la République garde le contrôle des mondes du centre de la galaxie, elle a été chassée en quasi-intégralité de la bordure extérieure, les mondes de la périphérie. Or, l'empire criminel des Hutts, dirigé par Jabba le Hutt, neutre dans cette guerre, contrôle une grande partie des routes commerciales dans cette zone,.

### Personnages
Le joueur peut incarner plusieurs personnages lors de son aventure. Le premier personnage qu'il incarne est Anakin Skywalker, un chevalier Jedi qui n'hésite pas à contourner les règles de son ordre pour obtenir des résultats. Personnage majeur de la saga, il s'agit d'un ancien esclave. Il est annoncé comme l'Élu de la prophétie des Jedi, celui qui ramènera l'équilibre dans la Force, et est doté de dons surprenants. Il se bat néanmoins contre sa colère, et cache plusieurs secrets aux Jedi, comme son mariage avec la sénatrice de Naboo Padmé Amidala.
Le joueur peut également incarner Obi-Wan Kenobi, ancien maître d'Anakin et excellent duelliste. C'est lui et son maître Qui-Gon Jinn qui ont découvert Anakin sur la planète Tatooine, et il est toujours très proche de ce dernier, qu'il considère comme un frère. Durant la guerre des clones, il est promu au rang de général, et conduit de nombreuses batailles à la victoire. Ses différents succès lui valent le nom du « Négociateur ». Il continue à effecteur des missions avec Anakin, et continue de le conseiller, notamment sur le contrôle de ses émotions, sans pour autant perdre sa compassion.
Ahsoka Tano est la padawan d'Anakin. Originaire de la planète Shili, elle a été ramenée au temple Jedi à son plus jeune âge pour commencer l'entraînement Jedi. Malicieuse et inventive, elle est assignée à Anakin Skywalker lors de la bataille de Christophsis. Encore relativement innocente, elle compense l'attitude impulsive d'Anakin. Une forte complicité se forme alors entre elle et son maître,.
Ces derniers devront affronter plusieurs généraux de la Confédération des systèmes indépendants, comme le comte Dooku, le commandant suprême des séparatistes, qui a quitté l'Ordre Jedi pour obtenir plus de puissance. Devenu un adepte du Côté obscur, il obéit en secret à un autre maître, Dark Sidious. Asajj Ventress est un assassin formé au Côté obscur de la Force par le comte Dooku. Elle brûle d'impatience d’être vue comme une véritable Sith et rêve du jour où elle tuera Obi-Wan Kenobi et Anakin Skywalker. Elle est constamment mise au défi et répond d'une rage animale, ce qui facilite son passage vers le Côté obscur et la rend particulièrement dangereuse. Le général Grievous est le commandant brutal des armées droïdes séparatistes. Redoutable guerrier, il déteste les Jedi, dont il collecte les sabres laser qu'il arrache sur ses victimes vaincues. C'est un cyborg, maintenu en vie grâce à son corps de machine qui n'est pas sensible à la Force.
Parmi les personnages plus secondaires de la franchise, le joueur peut également incarner Plo Koon, un maître Jedi kel dor membre du conseil Jedi ayant trouvé Ahsoka alors qu'elle n'était qu'un bébé. C'est un excellent pilote, ainsi qu'un général prévenant et bienveillant, accordant beaucoup d'importance à la survie de ses troupes,. Kit Fisto, un maître Jedi Nautolan, lui aussi membre du conseil Jedi et considéré comme l'un des meilleurs guerriers de l'ordre,, ou encore Mace Windu, numéro deux de l'ordre Jedi,, combattant hors pair et ayant une confiance aveugle en l'ordre, font également partie des personnages jouables,.

### Histoire

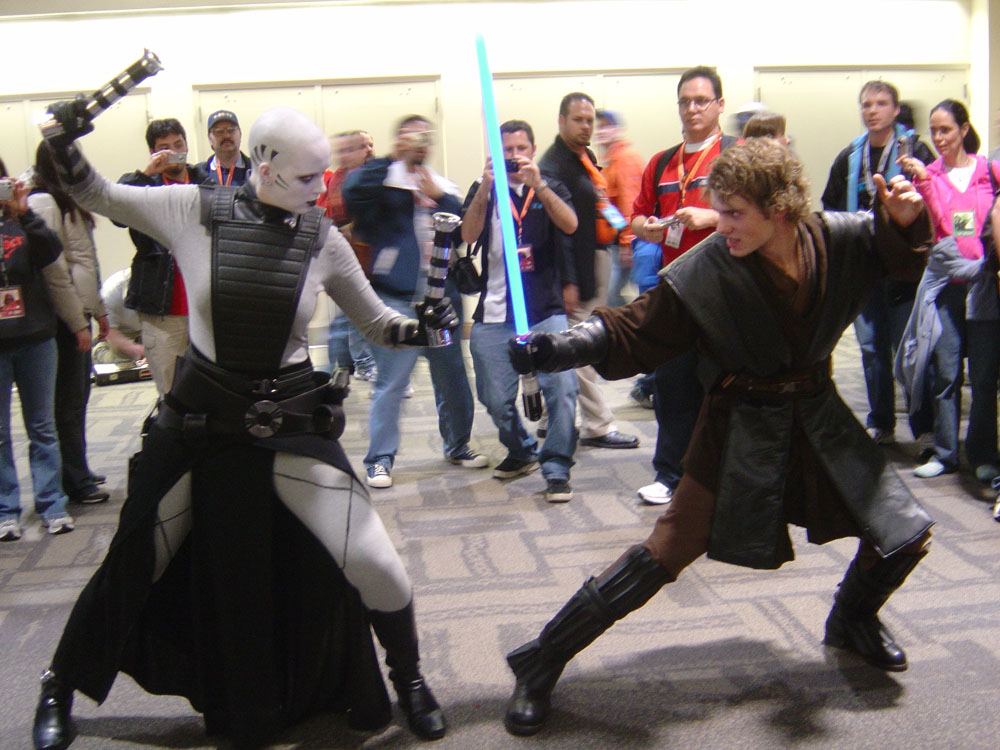
Représentation costumée du duel entre Anakin Skywalker et Asajj Ventress, similaire à celui observé sur Teth.

L'histoire du jeu suit le même scénario que le film d'animation Star Wars: The Clone Wars, ainsi que le scénario de quelques épisodes de la série d'animation du même nom.
Les Jedi étant occupés à faire la guerre, l'insécurité permet à des pirates de capturer sur Tatooine le fils du seigneur du crime organisé Jabba le Hutt : Rotta. Afin de récupérer son fils, Jabba, maître des routes commerciales de la bordure extérieure, lance un appel à l'aide à la République. Celle-ci accepte à condition que ses troupes puissent utiliser les routes. C'est aux Jedi Anakin Skywalker et Obi-Wan Kenobi, en pleine bataille sur Christophsis, que la mission de négocier les routes et de ramener le fils de Jabba est confiée. Ils sont rejoints par Ahsoka Tano, la padawan tout juste assignée à Anakin. Si ce dernier se montre d'abord réticent à l'idée de former une apprentie, il change rapidement d'avis, et ils triomphent ensemble de l'invasion séparatiste.
Après avoir été informés par des espions de la République que le petit Hutt se trouve sur la planète Teth, les forces d'Anakin se rendent sur la planète de jungle. Malgré un feu lourd ennemi, Anakin, Ahsoka et le capitaine clone Rex parviennent à prendre d'assaut un monastère et trouvent Rotta, malade et pris dans un piège élaboré par le comte Dooku. Ce dernier informe Jabba que ce sont les Jedi qui ont capturé son fils et induit en erreur ce dernier grâce à un enregistrement où Anakin et Ahsoka sont vus avec le petit Hutt. Asajj Ventress, l'apprentie du comte, est alors chargée de récupérer le Hutt pour que les Séparatistes passent pour les sauveurs. Pendant qu'Ahsoka soigne Rotta, Anakin s'engage dans un duel contre Ventress où il parvient à la vaincre, mais cette dernière arrive à fuir.
Anakin et Ahsoka sont en route pour ramener Rotta à son père et dissiper le malentendu, mais tombent dans une embuscade du comte Dooku en personne, qui affronte Anakin en duel. Après plusieurs retournements de situation, Jabba retrouve son fils, et la République gagne l'accès aux routes commerciales des Hutts,.
Dans une autre trame narrative, le droïde R2-D2 a été capturé par le général Grievous ; parvenant néanmoins à envoyer un signal de détresse aux forces républicaines, ce qui conduit ces derniers à une station d'écoute séparatiste. Pendant qu'Ahsoka combat le général droïde, Anakin retrouve R2-D2.
Une autre histoire raconte la capture du membre du conseil séparatiste Nute Gunray par la République. Asajj Ventress reçoit l'ordre de le libérer à tout prix, afin d'éviter qu'ils ne révèlent des informations capitales à la République. Elle aborde alors le croiseur Jedi transportant ce dernier et défie Ahsoka, qui tente de protéger le prisonnier.
Une quatrième histoire raconte la défense d'une station médicale républicaine peu protégée, ciblée par un nouveau croiseur spatial séparatiste particulièrement puissant. Obi-Wan est aux premières lignes de cette défense et engage un duel contre le comte Dooku, venu personnellement détruire cette station. Fou de rage après sa défaite, le comte fait kidnapper la sénatrice Amidala par le général Grievous. Obi-Wan infiltre alors le vaisseau spatial où est retenue prisonnière cette dernière, défait le cyborg et permet la destruction du vaisseau.
Dans une dernière mission exclusive au jeu vidéo, Anakin affronte un droïde de combat capable de manier les sabres laser. Après avoir détruit ce dernier, il sabote le laboratoire responsable de sa production, afin d'y mettre un terme.

## Système de jeu

### Généralités
Star Wars: The Clone Wars - Duels au sabre laser est un jeu de combat en trois dimensions, où le joueur peut choisir un des protagonistes ou l'un des antagonistes de la saga pour combattre un autre joueur ou l'ordinateur. Le joueur ne contrôle son personnage que durant les combats, et n'a pas à se déplacer sur une carte. L'histoire est racontée par l'intermédiaire de cinématiques, où les personnages sont doublés par les comédiens de doublage de la série originale.
Le mode « Campagne » retrace le scénario de certains épisodes de la première saison de la série et se termine avec un scénario inédit. Le joueur y incarne seulement les trois héros principaux, Obi-Wan Kenobi, Anakin Skywalker et Ahsoka Tano. Le mode « Duel » est un mode de combat classique, où le joueur affronte un autre joueur ou un personnage contrôlé par l'ordinateur sans restrictions. Dans le mode « Challenge », le joueur dispose de tous les personnages jouables, et chaque personnage dispose d'une série de défis à effectuer pendant le duel. Réussir ces défis permet de débloquer des personnages et autres bonus. Le tutorial permet au joueur d'incarner Ahsoka et d'apprendre les principaux contrôles.
Le jeu dispose de dix combattants, chacun possédant des capacités, des caractéristiques et des combos différents. Les caractéristiques sont divisées en plusieurs catégories : vitesse, puissance d'attaque, puissance de Force et combos. Il est possible, par l'intermédiaire de codes de triche, de débloquer certains personnages plus tôt, ainsi que certaines arènes. Chaque personnage possède des atouts et des faiblesses : Plo Koon est ainsi un combattant plutôt défensif, lent, mais capable de déchaîner de violentes attaques liées à la Force et des combos puissantes,,, tandis que Kit Fisto est plus rapide et agile, avec plusieurs combos qu'il peut enchaîner rapidement,,.

### Combats
Star Wars: The Clone Wars - Duels au sabre laser propose des combats au sabre laser. Les combats se déroulent en trois manches, où le joueur qui en remporte deux remporte le duel. Entre chaque manche, une cinématique permet la transition dans le champ de bataille,. Chaque duel est précédé par une légère introduction effectuée par le même narrateur que dans la série d'animation. De plus, chaque personnage dispose d'une phrase d'introduction spécifiquement enregistrée pour correspondre à son opposant.
Le jeu est conçu pour tirer parti du gameplay unique de la télécommande Wii, et impose au joueur de manier la manette comme un sabre dans le bon rythme durant les combats. Incliner la manette vers le haut, le bas ou sur les côtés permet d'effectuer les différents coups des personnages. Les boutons de la télécommande permettent au joueur d'esquiver ou de parer les coups des adversaires. Pour contrer les coups de son adversaire, le joueur peut également bouger sa manette dans le sens opposé du coup de l'ennemi,. Le jeu ne nécessite pas le Wii Motion Plus, un outil améliorant la précision de la capture de mouvement, pour fonctionner.
La Force est également introduite dans le gameplay pour réaliser des attaques spéciales grâce au nunchuk et des quick time events doivent parfois être effectués,,. Ces pouvoirs de Force permettent d'interagir avec des éléments du décor, permettant d'utiliser l'environnement pour attaque son adversaire. La Force est représentée par une jauge, qui se remplit lorsque le joueur touche son adversaire. Chaque utilisation de la Force réduit cette jauge. Le joueur peut allier pouvoir de Force et coups au sabre laser pour infliger plus de dégâts. Il est alors entouré d'un halo de couleur.
Le joueur dispose également de la possibilité d'effectuer des combos, qui nécessitent de secouer la télécommande Wii de manière bidirectionnelle très rapidement, afin de prendre le dessus sur son adversaire.
Les combats se déroulent dans des arènes, à l'effigie des lieux emblématiques de la saga, comme différents vaisseaux spatiaux, ou la Mer des Sables sur Tatooine,. Dans ces décors, certains éléments sont destructibles grâce à des pouvoirs de Force, ce qui permet d'infliger des dégâts à l'adversaire. Ces arènes peuvent également présenter des dangers pour le joueur : par exemple, les rivières de lave de l'arène de Mustafar blessent le joueur en cas de contact. Durant les combats, et selon les arènes dans lesquelles se déroulent les duels, des évènements pourront se déclencher dans le décor. Ainsi, durant un duel entre le général Grievous et Obi-Wan Kenobi dans le vaisseau amiral séparatiste, selon qui est le premier des belligérants à franchir le seuil de la moitié de vie perdue, Plo Koon apparaitra dans son vaisseau spatial, en train de chasser des droïdes, ou de se faire chasser par des droïdes, selon quel combattant a pris le dessus.

## Développement
Star Wars: The Clone Wars - Duels au sabre laser est développé par le studio australien Krome. Le projet est chapeauté par Feargus Caroll, le responsable du projet jeu vidéoludique Star Wars: The Clone Wars et Dave Filoni, réalisateur du film initiant le projet et figure clé de la série d'animation. Ce dernier apporte une importance particulière à ce que le jeu vidéo respecte l'univers instauré, notamment en termes de conception, de bruitages, de musique et d'univers.

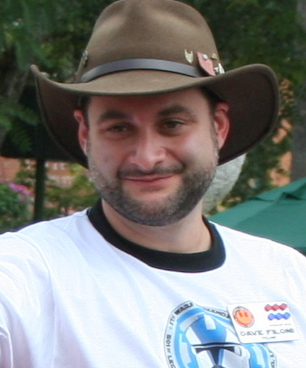
Dave Filoni, personnage clé du projet multimédia Star Wars: The Clone Wars, fortement impliqué dans le développement du jeu Star Wars: The Clone Wars - Duels au sabre laser.

Les animateurs du jeu ont cherché à restituer l'apparence très stylisée retrouvéé dans le film d'animation et la série, afin de favoriser l'immersion du joueur,. Pour favoriser cette convergence, plusieurs animateurs de la série d'animation rejoignent le projet vidéoludique. La volonté derrière ce projet est de donner au joueur de toutes nouvelles manières de contrôler les Jedi. Pour Robert Walsh, président de Krome Studios, l'objectif est également de pouvoir donner la possibilité au joueur de revivre encore et encore les épisodes de la série d'animation, de participer aux batailles épiques et iconiques de la saga, et d'en être les acteurs principaux. Ken Fox, l'un des producteurs du jeu, insiste quant à lui sur la volonté de l'équipe de vouloir rendre ludique et agréable les contrôles des sabres laser : « Nous avons tenté de les rendre aussi intuitifs et amusants que possible. Ce n'est pas un simulateur de sabres laser, mais lorsque l'on balance la télécommande Wii de gauche à droite, votre personnage fait la même chose à l'écran », déclare t-il au site spécialisé IGN. En s'affranchissant d'une sortie multiplateformes, Ken Fox affirme également avoir pu se concentrer pleinement sur les spécificités proposées par la Wii.
Brent Woodside, un illustrateur, est chargé de concevoir EG-05, le droïde chasseur de Jedi spécialement conçu pour ce jeu.
En plus du jeu Wii, un jeu Nintendo DS, Star Wars: The Clone Wars - L'Alliance Jedi, est également mis en chantier, doté d'une histoire et d'un gameplay différent, adapté à l'écran tactile de cette dernière. C'est une équipe différente, issue du studio LucasArts Singapore, qui est responsable de ce dernier, et qui travaille en étroite collaboration avec Krome Studios.
Dans sa version originale anglaise, les personnages sont interprétés par les mêmes acteurs que la série d'animation. Pour des besoins de localisation, ces derniers sont redoublés dans plusieurs territoires, comme en Espagne. 4 000 lignes de dialogues ont été enregistrés pour ce jeu.

## Accueil

### Commercialisation et sortie
Star Wars: The Clone Wars - Duels au sabre laser est annoncé le même jour que son jeu compagnon, Star Wars: The Clone Wars - L'Alliance Jedi en juin 2008. La date de sortie initiale de ces deux jeux est fixée pour la période des fêtes de l'année 2008,. Ces deux jeux bénéficient d'ailleurs d'une sortie conjointe, le 11 novembre 2008 en Amérique du Nord,, et trois jours plus tard, le 14 novembre 2008, en Europe.
Pendant sa période de promotion, le jeu est présenté dans plusieurs salon, comme l'E3 2008, la Games Convention de Leipzig ou la San Diego Comic-Con de la même année,,,.

### Critiques
Star Wars: The Clone Wars - Duels au sabre laser reçoit un accueil très mitigé de la part de la presse spécialisée lors de sa sortie. Cette dernière critique notamment un gameplay bancal, des contrôles imprécis et une durée de vie faible, malgré un intérêt initial pour le concept du jeu,,.
Ben Reeves, journaliste chez Game Informer, déplore un gameplay médiocre, notamment son système de combos, considéré par Reeves comme étant « le plus gros échec du jeu ». La reconnaissance des mouvements est également estimée comme étant médiocre, et nuisent à l'expérience de jeu. Arthur Gauthier, journaliste chez Jeuxvideo.com, critique lui aussi les contrôles du jeu, jugeant qu'ils manquent cruellement de précision. Le site spécialisé GameSpot émet une critique similaire, déplorant l'imprécision des contrôles et la répétitivité des combats. Gerald Villoria, journaliste chez GameSpy, regrette que le jeu ne fasse pas usage de la technologie Wii Motion Plus, qui aurait été selon lui parfaite pour ce type de jeu, ce qui aurait amélioré la qualité du gameplay, en plus d'être parfaitement adapté au type de jeu. Inversement, Phil Theobald, lui aussi journaliste chez GameSpy, vante un gameplay simple et intuitif, qui permet au joueur de facilement prendre en main le jeu. Pour le site spécialisé IGN, le mode « Challenge » n'est qu'une tentative laborieuse d'améliorer la durée de vie du titre, tandis que le gameplay est qualifié de « plus grosse déception du jeu ». Tout comme ses collègues, Dan Whitehead, du site spécialisé Eurogamer se montre très sévère avec les contrôles du jeu, qu'il estime « au-delà de l'imprécision ». Pour lui, le léger délai entre les mouvements du joueur et leur apparition à l'écran empêche toute connexion entre le joueur et son avatar, ce qui nuit grandement à l'expérience de jeu. Thomas Méreur, du site français Gamekult, émet un constat similaire, déplorant des contrôles d'une « imprécision tout à fait remarquable ». Brian Crecente, du site généraliste américain Variety, félicite quant à lui un jeu au potentiel mal exploité, et déplore l'absence du mode multijoueur en ligne, ou l'absence de variété dans les différents modes de combat.
Pour le site spécialisé Game Informer, le style visuel du jeu « fonctionne parfaitement pour la Wii », et apprécie les interactions entre les personnages lors des différents combats. Cette critique n'est pas partagée par le site spécialisé Eurogamer, qui critique fortement les graphismes, ainsi que les dialogues entre les personnages. Arthur Gauthier de Jeuxvideo.com déplore également de mauvais bruitages, digne d'un « grille-pain enroué », ainsi que les répliques des personnages doublés, jugées « navrantes ». Il critique également la modélisation des personnages, tout en appréciant le détail apporté aux différentes arènes du jeu. Jonathan Miller, de GameSpot, félicite quant à lui la grande variabilité des arènes interactives, ainsi que les doublages des personnages, jugés « fidèle à la série et diversifiés ». Il apprécie également les cinématiques, ainsi que le rendu stylisé des personnages. Cette critique est également partagée par Phil Theobald, journaliste au site spécialisé GameSpy, et Thomas Méreur, du site spécialisé Gamekult. Inversement, Matt Casamassina de IGN déplore les intéractions entre les personnages, qu'il estime « sans intérêt et répétitives », bien qu'il admette être impressionné par la quantité de travail effectuée pour les doublages du jeu. Il se montre également critique de l'animation des personnages, qu'il trouve rigide. Javier Andrés, du site spécialisé espagnol MeriStation, félicite quant à lui l'animation des personnages, qu'il estime fidèle au film d'animation.
La durée de vie est également critiquée par Jeuxvideo.com, qui déplore le faible nombre de personnages jouables, « une petite dizaine comparée avec la trentaine de personnages disponibles dans le mode duel de la version Wii du Pouvoir de la Force », critique partagé par Phil Theobald de GameSpy et Thomas Méreur de Gamekult. Jonathan Miller, journaliste chez le site spécialisé GameSpot, déplore également le fait que seuls les spectateurs de la série récente apprécieront le jeu, et que ce dernier laisse de côté des fans plus anciens de la saga, une critique partagée par Nadia Oxford, du site spécialisé GamePro. Pour Matt Casamassina, journaliste chez IGN, le jeu souffre de la comparaison avec Star Wars : Le Pouvoir de la Force, lui aussi développé par le studio Krome. Dan Whitehead d'Eurogamer partage ce constant, et déplore que pour des jeux développés par le même studio, l'un possède un choix de personnages plus important, un mode solo très développé et immersif, et un mode multijoueur beaucoup plus abouti, tandis que l'autre soit « incapable de procurer un gameplay fluide ». Chris Scullion, journaliste au Official Nintendo Magazine différencie néanmoins les deux modes duels, en précisant que celui de Star Wars: The Clone Wars - Duels au sabre laser est plus centré sur le contre précis des coups de l'adversaire. Mal Rodriguez félicite l'apparition du nouveau droïde chasseur de Jedi EG-05, qu'il juge fascinant.

## Postérité
Malgré le succès mitigé de Star Wars: The Clone Wars - Duels au sabre laser et de son jeu compagnon, Star Wars: The Clone Wars - L'Alliance Jedi, une suite est mise en chantier par le studio Krome à la demande de LucasArts : Star Wars: The Clone Wars - Les Héros de la République. Cette version du jeu se décline sur plus de consoles que les deux jeux originaux, et sort également sur PC, PlayStation 3, PlayStation 2, PlayStation Portable et Xbox 360. Ce titre, lui aussi reçu de manière mitigée par la presse spécialisée, combine les deux aspects principaux des jeux précédents : un gameplay coopératif entre plusieurs héros de la République, comme dans L'Alliance Jedi, et un gameplay adapté aux performances de la Wii, comme Duels au sabre laser.